# 임춘추
임춘추(林春秋, 문화어: 림춘추, 1912년 3월 8일 ~ 1988년 4월 27일)는 일제강점기와 조선민주주의인민공화국의 문인, 작가이며 조선민주주의인민공화국의 정치인이다.
1983년 1월 7일 북조선의 부주석으로 선출되었다.

## 생애
만주 지린성에서 출생하여 독학으로 의술을 익힌 뒤 약방을 열었다. 1930년 초반부터 유격대의 군의관으로서 김일성과 함께 활동하였으며, 동북항일연군과 소비에트연방 극동군 제88국제여단을 거친 "혁명 1세대"이다.
광복후 연변에서 연변대학을 세우는 등 자치주 설립을 위한 활동을 했고, 이후 조선로동당 평안도당 제2비서, 강원도당 위원장을 거쳐서 불가리아 대사 등 외교관으로 일했다. 중앙인민위원회 서기장을 거쳐 1983년에 국가 부주석에 임명되었다.
1970년대 초반 김정일의 후계 구도가 확립될 때 혁명 1세대 중 김일, 오진우 등과 더불어 김정일을 지지한 것으로 알려져 있다.
1983년 1월 7일 최고인민회의에서 국가 부주석으로 선출되었다. 1986년 부주석에 재선되었고,
저서로 회고록 《항일 무장투쟁 시기를 회상하며》(1959), 장편 소설 《청년전위》가 있다. 임춘추의 회고록에는 남호두회의(1936) 등 북조선에서 높게 평가하는 김일성의 항일 활동에 대한 내용이 대거 나온다. 김일성과 같은 나이로서 줄곧 함께 활동한데다 김정숙과는 일찍부터 같은 지역에서 잘 알고 지냈기 때문에, 북조선에서 김일성과 김정숙 부부의 항일 투쟁 경력을 증언해줄 증언자로서의 역할을 했다.

## 참고자료
- 김일성 (1992). 〈제1부 항일혁명편〉. 《세기와 더불어》. 평양: 조선로동당출판사.